# من نفرت‌انگیز (فیلم)
منِ نفرت‌انگیز (به انگلیسی: Despicable Me) یک فیلم کمدی پویانمایی رایانه‌ای آمریکایی محصول ۲۰۱۰ است که توسط ایلومینیشن انترتینمنت (به عنوان اولین فیلم آن) تولید و توسط یونیورسال پیکچرز توزیع شده‌است. این فیلم به کارگردانی کریس رناد و پی‌یر کافین (در نخستین کارگردانی فیلم بلندشان) با تهیه‌کنندگی کریس ملداندری، جانت هیلی و جان کوهن، با فیلمنامه‌ای توسط سینکو پل و کن داوریو، بر پایهٔ داستانی از سرخیو پابلوس تولید شده‌است. صداپیشگان این فیلم استیو کرل، جیسون سیگل، راسل برند، میرندا کازگرو، کریستن ویگ، ویل آرنت و جولی اندروز هستند. این فیلم داستان یک ابرشرور به نام گرو را روایت می‌کند که سه دختر یتیم به نام‌های مارگو، ادیت و اگنس را به فرزندی قبول می‌کند و تلاش می‌کند تا یک پرتو کوچک از رقیب خود وکتور را بدزدد تا ماه را کوچک کرده و بدزدد.
من نفرت‌انگیز در ۱۹ ژوئن ۲۰۱۰ در جشنواره بین‌المللی فیلم مسکو به نمایش درآمد و در ۹ ژوئیه توسط یونیورسال پیکچرز در ایالات متحده اکران شد. این فیلم نقدهای مثبتی دریافت کرد و ۵۴۳٫۲ میلیون دلار در سراسر جهان به دست آورد و نهمین فیلم پرفروش سال ۲۰۱۰ شد. این فیلم نامزد بهترین فیلم بلند پویانمایی در شصت و هشتمین مراسم گلدن گلوب و شصت و چهارمین دوره جوایز بفتا شد.
من نفرت‌انگیز اولین ورودی از فرنچایزی با همین نام است که شامل سه فیلم دیگر می‌شود: من نفرت‌انگیز ۲ (۲۰۱۳)، مینیون‌ها (۲۰۱۵) و من نفرت‌انگیز ۳ (۲۰۱۷). فیلم مینیون‌ها: ظهور گرو در سال ۲۰۲۲ اکران شد. چهارمین فیلم با نام من نفرت‌انگیز ۴ در سال ۲۰۲۴ اکران شد.

## داستان
گرو، تبهکاری است که با شنیدن خبر دزدیده شدن هرم بزرگ جیزه تصمیم می‌گیرد تا برای تحت تأثیر قرار دادن رئیس بانکی که از آن برای کارهایش وام می‌گیرد، ماه را بدزدد. او دستیارانی به نام مینیون دارد که موجوداتی بسیار کوچک هستند و به کتک کاری و خرابکاری علاقهٔ ویژه‌ای دارند و موش‌های آزمایشگاهی دکتر نفاریو دستیار گرو و مسئول آزمایشگاه زیرزمینی او هستند. برای دزدیدن ماه او به دستگاه کوچک‌کننده که در شرق آسیاست، نیاز دارد. او به آن‌جا می‌رود ولی ویکتور رقیب او (که پسر رئیس بانک نیز هست) دستگاه را از او می‌رباید. گرو به دنبال ویکتور (بردار) می‌رود ولی امنیت پناهگاه او بسیار بالاست و راه ورودی را پیدا نمی‌کند. ناگهان متوجه می‌شود که ۳ دختر شیرینی‌فروش که از طرف یتیم‌خانه به دم در خانهٔ او می‌آیند تا شیرینی بفروشند، می‌توانند به راحتی داخل خانهٔ ویکتور شوند. او از دکتر نفاریو می‌خواهد تا روبات کلوچه‌ای بسازد برای این که بشود ویکتور را گول‌زد و سیستم امنیتی پناهگاه او را مختل کرد؛ ولی گوش‌های نفاریو سنگین است و همیشه درخواست‌های گرو را اشتباه انجام می‌دهد. بعد او به یتیم‌خانه می‌رود و سرپرستی این بچه‌ها را قبول می‌کند. او ابتدا روابط خوبی با آن‌ها ندارد ولی کم‌کم به بچه‌ها علاقه‌مند می‌شود. او به کمک بچه‌ها و روبات‌ها دستگاه کوچک‌کننده را از ویکتور پس می‌گیرد و از آن طرف دکتر نفاریو به یتیم‌خانه زنگ می‌زند و می‌گوید که گرو می‌خواهد بچه‌ها را پس بدهد. چون وقت کمی برای کامل شدن ماه مانده‌است و بچه‌ها حواس گرو را پرت می‌کنند. گرو ناراضی است ولی چاره‌ای ندارد جز این‌که بچه‌ها را به یتیم‌خانه بازگرداند. بچه‌ها او را به مراسم نمایش رقص خود دعوت می‌کنند، ولی تاریخ آن دقیقاً مطابق با روزی است که او می‌خواهد ماه را بدزدد.
روز موعد فرا می‌رسد. گرو به فضا می‌رود و با دستگاه کوچک‌کننده ماه را کوچک می‌کند و آن را در جیبش می‌گذارد. دکتر نفاریو هم در آزمایشگاه کشف می‌کند هر چیزی که بزرگتر باشد و به وسیلهٔ این دستگاه کوچک شود زود تر به اندازهٔ واقعی‌اش برمی‌گردد. گرو سریع به زمین برمی‌گردد تا به مراسم رقص برسد، ولی او دیر می‌رسد و مراسم رقص تمام شده‌است. از طرف دیگر متوجه می‌شود که ویکتور بچه‌ها ربوده‌است و و در عوض ماه را می‌خواهد. گرو ماه را به ویکتور می‌دهد و ویکتور زیر قولش می‌زند و با استفاده از سفینه‌ای که در پناهگاهش دارد فرار می‌کند و گورو دنبالش می‌رود. نفاریو و مینیون‌ها هم به کمک او می‌آیند. آن دو و مینیون‌ها بچه ها را پس می‌گیرند ولی ماه در سفینهٔ ویکتور به اندازهٔ قبلی‌اش برمی‌گردد و ویکتور به همراه ماه به فضا می‌رود.
سپس در سکانس آخر نشان داده می‌شود که گرو، دکتر نفاریو و بچه‌ها و مینیون‌ها و مارلنا (مادر گرو) در کنار هم با خوبی و خوشی زندگی می‌کنند و در مراسمی در کنار هم می‌رقصند.

## بازیگران
- استیو کرل در نقش گرو
- جیسون سیگل در نقش وکتور
- راسل برند در نقش دکتر نفاریو
- کریستن ویگ در نقش خانم هتی
- میرندا کازگرو در نقش مارگو
- ویل آرنت در نقش آقای پرکینز
- دنی مک‌براید در نقش فرد مک‌دید
- جک مک‌بریر در نقش یک پارسه کارناوال و یک پدر توریستی
- جولی اندروز در نقش مارلنا گرو

علاوه بر این، دانا گایر، السی فیشر صداپیشگی به ترتیب صداپیشگی ایدیث و آگنس و پی‌یر کافین صداپیشگی کوین، تیم، باب، مارک، فیل و استوارت و دیگر مینیون‌ها را بر عهده دارد.
صداهای دیگر عبارتند از: کریس رناد در نقش دیو مینیون، جامین کلمنت در نقش جری مینیون، میندی کالینگ در نقش یک مادر توریست، راب هیوبل در نقش مجری، کن داوریو در نقش نگهبان مصری و کن جیونگ در نقش مجری برنامه گفتگو.

## بازخورد
در وبگاه جمع‌آوری نقد راتن تومیتوز، ٪۸۱ از ۲۰۱ بررسی منتقدان مثبت است، و میانگینِ امتیاز آن ۶٫۸/۱۰ است. اجماع این وبگاه چنین می‌نویسد: «من نفرت‌انگیز که به‌شدت (و هوشمندانه) از پیکسار و لونی تونز الهام‌گرفته شده‌است، یک چیز لذت بخش، شگفت‌انگیز متفکرانه و خانوادگی است که دارای چند شگفتی خاص در داخل خودش است.» این فیلم در متاکریتیک که از میانگین وزنی استفاده می‌کند، بر اساس نظر ۳۵ منتقدین امتیاز ۷۲ از ۱۰۰ را کسب کرده که نشان‌گر «نقدهای عموماً مطلوب» است.

### جوایز و نامزدی‌ها
| جایزه                                     | تاریخ مراسم    | رده                                                     | دریافت‌کننده                          | نتیجه    | منبع          |
| ----------------------------------------- | -------------- | ------------------------------------------------------- | ------------------------------------ | -------- | ------------- |
| اتحادیه زنان روزنامه‌نگار سینمایی          | ۲۴ دسامبر ۲۰۱۰ | بهترین ویژگی خاص پویانمایی                              | من نفرت‌انگیز                         | نامزدشده | [ ۱۲ ] [ ۱۳ ] |
| اتحادیه زنان روزنامه‌نگار سینمایی          | ۲۴ دسامبر ۲۰۱۰ | بهترین زن پویانمایی                                     | میرندا کازگرو، دانا گایر و السی فیشر | نامزدشده | [ ۱۲ ] [ ۱۳ ] |
| جوایز آنی                                 | ۵ فوریه ۲۰۱۱   | جایزه آنی بهترین فیلم پویانمایی                         | من نفرت‌انگیز                         | نامزدشده | [ ۱۴ ] [ ۱۵ ] |
| جوایز آنی                                 | ۵ فوریه ۲۰۱۱   | طراحی شخصیت در یک تولید ویژه                            | کارتر گودریچ                         | نامزدشده | [ ۱۴ ] [ ۱۵ ] |
| جوایز آنی                                 | ۵ فوریه ۲۰۱۱   | جایزه آنی برای کارگردانی در تولید یک فیلم بلند          | پی‌یر کافین                           | نامزدشده | [ ۱۴ ] [ ۱۵ ] |
| جوایز آنی                                 | ۵ فوریه ۲۰۱۱   | موسیقی در یک تولید ویژه                                 | فارل ویلیامز و هیتور پریرا           | نامزدشده | [ ۱۴ ] [ ۱۵ ] |
| جوایز آنی                                 | ۵ فوریه ۲۰۱۱   | طراحی در یک تولید پویانمایی بلند                        | یرو چنی و اریک گیون                  | نامزدشده | [ ۱۴ ] [ ۱۵ ] |
| جوایز آنی                                 | ۵ فوریه ۲۰۱۱   | صداپیشگی در تولید یک پویانمایی بلند                     | استیو کرل                            | نامزدشده | [ ۱۴ ] [ ۱۵ ] |
| جوایز فیلم بفتا                           | ۱۳ فوریه ۲۰۱۱  | بهترین فیلم پویانمایی                                   | من نفرت‌انگیز                         | نامزدشده | [ ۱۶ ]        |
| انجمن منتقدان فیلم شیکاگو                 | ۲۰ دسامبر ۲۰۱۰ | بهترین فیلم پویانمایی                                   | من نفرت‌انگیز                         | نامزدشده | [ ۱۷ ]        |
| جوایز فیلم به انتخاب منتقدان              | ۱۴ ژانویه ۲۰۱۱ | جایزه سینمایی انتخاب منتقدان برای بهترین پویانمایی بلند | من نفرت‌انگیز                         | نامزدشده | [ ۱۸ ]        |
| جوایز گلدن گلوب                           | ۱۶ ژانویه ۲۰۱۱ | جایزه گلدن گلوب بهترین فیلم پویانمایی                   | من نفرت‌انگیز                         | نامزدشده | [ ۱۹ ]        |
| جوایز برگزیده کودکان نیکلودین             | ۲ آوریل ۲۰۱۱   | فیلم پویانمایی مورد علاقه                               | من نفرت‌انگیز                         | برنده    | [ ۲۰ ] [ ۲۱ ] |
| جوایز برگزیده کودکان نیکلودین             | ۲ آوریل ۲۰۱۱   | بهترین کتک‌زن                                            | استیو کرل                            | نامزدشده | [ ۲۰ ] [ ۲۱ ] |
| جامعه آنلاین منتقدان فیلم                 | ۳ ژانویه ۲۰۱۱  | بهترین فیلم پویانمایی                                   | من نفرت‌انگیز                         | نامزدشده | [ ۱۷ ]        |
| جوایز برگزیده مردم                        | ۵ ژانویه ۲۰۱۱  | فیلم خانوادگی مورد علاقه                                | من نفرت‌انگیز                         | نامزدشده | [ ۲۲ ] [ ۲۳ ] |
| جایزه انجمن تهیه‌کنندگان آمریکا            | ۲۲ ژانویه ۲۰۱۱ | بهترین فیلم متحرک                                       | من نفرت‌انگیز                         | نامزدشده | [ ۲۴ ] [ ۲۵ ] |
| جایزه ستلایت                              | ۱۹ دسامبر ۲۰۱۰ | بهترین ویژگی پویانمایی یا ترکیب رسانه‌ای                 | من نفرت‌انگیز                         | نامزدشده | [ ۲۶ ] [ ۲۷ ] |
| جوایز ساترن                               | ۲۳ ژوئن ۲۰۱۱   | جایزه ساترن بهترین فیلم پویانمایی                       | من نفرت‌انگیز                         | نامزدشده | [ ۲۸ ]        |
| انجمن منتقدان فیلم سنت لوئیس              | ۲۰ دسامبر ۲۰۱۰ | بهترین فیلم پویانمایی                                   | من نفرت‌انگیز                         | نامزدشده | [ ۱۷ ]        |
| جوایز برگزیده نوجوانان                    | ۸ اوت ۲۰۱۰     | فیلم منتخب تابستان                                      | من نفرت‌انگیز                         | نامزدشده | [ ۲۹ ] [ ۳۰ ] |
| انجمن منتقدان فیلم تورنتو                 | ۱۴ دسامبر ۲۰۱۰ | بهترین فیلم پویانمایی                                   | من نفرت‌انگیز                         | نامزدشده | [ ۱۷ ]        |
| انجمن منتقدان فیلم منطقه واشینگتن، دی.سی. | ۶ دسامبر ۲۰۱۰  | بهترین پویانمایی بلند                                   | من نفرت‌انگیز                         | نامزدشده | [ ۱۷ ]        |
| حلقه زنان منتقد فیلم                      | ۲۳ دسامبر ۲۰۱۰ | بهترین فیلم پویانمایی                                   | من نفرت‌انگیز                         | برنده    | [ ۳۱ ]        |